# Sława Bieńczycka
Sława Bieńczycka (ur. 6 sierpnia 1973 we Wrocławiu) – polska dziennikarka, prezenterka Radiowej Jedynki.
Karierę zawodową zaczynała w Super Expressie. W Jedynce prowadzi audycje: Lato z Radiem i Cztery pory roku. Dawniej była gospodynią Soboty z Jedynką i Nocy z Jedynką. Co roku podczas wyborów Miss Lata z Radiem zajmowała się przygotowaniem i prowadzeniem tego konkursu. Przygotowuje również informacje turystyczne i prowadzi konkursy geograficzne.
17 listopada 2009 odznaczona brązowym medalem Za zasługi dla obronności kraju.